# Mihnea cel Rău
Mihnea cel Rău (n. 1462, Țara Românească – d. 12 martie 1510, Sibiu, Voievodatul Transilvaniei) a fost domnul al Țării Românești între 1508 și 1509, fiu al lui Vlad Țepeș. S-a aflat în conflict permanent cu boierii și a fost expulzat de pe tron cu ajutorul sultanului. S-a refugiat în Transilvania, unde a fost ucis un an mai târziu pe treptele Bisericii Catolice din Sibiu.

## Porecla „cel Rău”
Mihnea a fost botezat „Cel Rău” de către rivalii săi, familia Craioveștilor. Unul din dușmanii cei mai aprigi ai lui Mihnea a fost călugărul Gavriil Protul, abate și cronicar grec al vremii. El a descris acțiunile lui Mihnea după cum urmează: 
„Apucând domnia, îndată se dezbrăcă lupul de pielea oii și își astupă urechile ca aspida și ca vasiliscul, iar arcul și-l încordă și găti săgeți de săgeta, și sabia și-o fulgera, și mâna și-o întărea spre răni, și prinse pre toți boierii cei mari și aleși, muncindu-i cu multe munci cumplite și le lua toată avuția, și se culca cu jupânesele lor și cu fetele lor înaintea ochilor lor. Unora le-a tăiat nasurile și buzele, pre alții i-a spânzurat și pre alții i-a înecat; iar el se îmbogățea și creștea ca chedrul până la cer și-și împlinea toată voia sa...”